# 리 하프페니

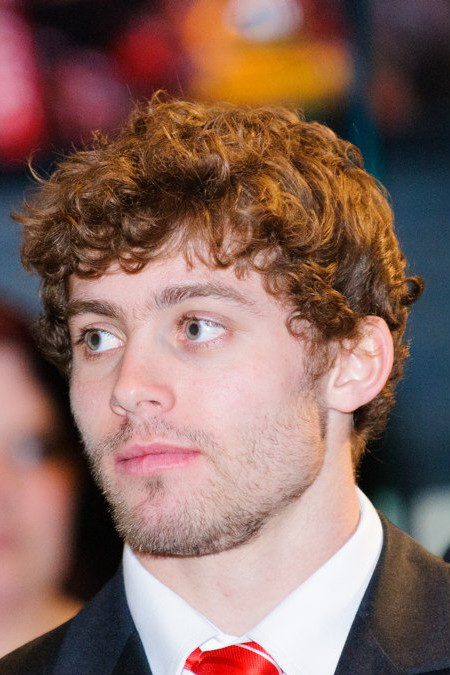
리 하프페니

스티븐 리 하프페니(영어: Stephen Leigh Halfpenny, 1988년 12월 22일 ~ )는 웨일스의 럭비 유니언 선수이다.